# France Plus
Ne doit pas être confondu avec France unie.
 (février 2025).
Après l'effervescence de la première Marche pour l'égalité et contre le racisme de 1983 et de la seconde de Convergence 84 en 1984, Arezki Dahmani (maître de conférences à l'Université Paris-XIII) fonde cette même année l'association France Plus. C'est un mouvement républicain, laïque, pluraliste et s'intéressant aux droits de l'homme, réunissant des jeunes français d'origine maghrébine. Kader Arif figure parmi ses fondateurs et le vice-président de France Plus et Nacer Kettane, le PDG de Beur FM militera pour l'association.

## Objectifs
France Plus est créée au printemps 1985. Son but était la défense des droits des enfants d'immigrés, en favorisant l'intégration et les droits civiques : dans cette optique, elle une campagne pour inciter les Français d'origine maghrébine à s'inscrire sur les listes électorales et à se présenter à diverses élections.
Début 1988, lors d'une conférence de presse filmée par FR3 Paris Île de France (devenu France 3), le président Arezki Dahmani précisait : "nous voulons le droit à la ressemblance, l'égalité devant la justice, le logement et l'éducation". Toujours en 1988 Rachid Kaci rejoint cette association pour les droits civiques dont il devient vice-président. France Plus se positionne en concurrente de SOS Racisme.
En 1989, l'association organise la présentation de candidats issus de l'immigration aux élections municipales. Toujours sur FR3, le 17 janvier 1989, un reportage brosse le portrait d'un de ces candidats éligibles Rabah Tounsi fondateur de Stop Galère à La Courneuve. La présentation de mille candidats de l'association aux élections municipales françaises de 1989 permet d'élire 506 personnalités issues de l'immigration.
Cette action considérée comme un « parachutage » fut ignoré ou mal apprécié par les associations agissant localement.
Selon le sociologue Vincent Geisser, l’association véhiculait une vision traditionnelle de la place des minorités dans l’État-nation : celles-ci doivent se fondre dans le creuset commun, renonçant à affirmer publiquement leurs particularismes. Lors de l'affaire des foulards de Creil, France Plus a soutenu la décision du directeur de collège Ernest Chénière d’exclure deux jeunes filles musulmanes qui refusaient de retirer leur voile dans l'établissement.

## Disparition
France Plus bénéficiait, de la part des pouvoirs publics, de subventions se montant jusqu'à 4 millions de francs par an. Dans les années 1990, la gestion des fonds par Arezki Dahmani est sévèrement tancée par un audit du Fonds d'action sociale. Le déséquilibre des finances de l'association débouche sur sa mise en redressement judiciaire : le 25 avril 1997, le tribunal prononce la liquidation de France Plus,.